# 수성교통
합명회사 수성교통(合名會社 水星交通)은 경기도 용인시의 마을버스 회사이다.

## 연혁
- 1998년 2월 14일: 회사 설립
- 1999년 4월 16일: 용인시 수지읍 신봉리로 본사 이전.
- 2001년 8월 27일: 이종숙 대표사원 취임.
- 2003년 1월 25일: 이종숙 대표사원 퇴사. 윤은주 대표사원 취임.
- 2008년 8월 18일: 용인시 수지구 죽전동, 신봉동, 봉천동에 각각 용인1지점, 용인2지점, 용인3지점 설치.
- 2008년 10월 17일: 성남시 분당구 구미동에 분당지점 설치. 용인1, 2, 3지점 설치.
- 2011년 7월 7일: 용인시 수지구 죽전동에 죽전지점 설치.
- 2012년 2월 15일: 윤은주 대표사원 사임. 이종숙 대표사원 취임.
- 2012년 7월 20일: 현 위치인 용인시 기흥구 신정로로 이전.
- 2012년 8월 20일: 분당지점을 성남시 분당구 돌마로로 이전.
- 2012년 8월 22일: 죽전지점을 수지구 신봉1로로 이전과 동시에 수지지점으로 명칭 변경.

## 운행 노선
| 노선 번호 | 운행구간              | 운행구간 | 운행구간           | 경유지 | 배차 간격 (분) | 비고                                             |
| --------- | --------------------- | -------- | ------------------ | --- | -------------- | ------------------------------------------------ |
| 11        | 죽전역                | ↔        | 미금역             | 롯데마트 수지점, 성원아파트, 풍덕천2동행정복지센터, 수지구청, 현대아파트, 수지고등학교, 동천동 현대홈타운, 머내 | 7              |                                                  |
| 14        | 고기동                | ↔        | 미금역             | 동천초등학교, 벽산아파트, 머내                                                                                  | 30             |                                                  |
| 14-1      | 고기동                | ↔        | 죽전역             | 동천초등학교, 벽산아파트, 동천동 현대홈타운, 수지고등학교, 현대아파트, 수지구청                                 | 60             |                                                  |
| 14-2      | 고기동                | ↔        | 동천역             | 동천초등학교, 벽산아파트, 동천동 현대홈타운                                                                     | 60             |                                                  |
| 15        | 서수지IC              | ↔        | 미금역             | 신봉동센트레빌, 신봉자이, 이마트 수지점, 풍덕천2동행정복지센터, 수지구청, 수지고등학교, 동천동 현대홈타운, 머내 | 7              |                                                  |
| 15-1      | 신봉동 삼성쉐르빌     | ↔        | 죽전역             | 신봉동센트레빌, 신봉자이, 이마트 수지점, 풍덕천2동행정복지센터, 수지구청, 죽전역, 죽전자이2차, 보정동장례식장   | 11             |                                                  |
| 15-2      | 신봉동 삼성쉐르빌     | ↔        | 죽전역             | 신봉동센트레빌, 신봉자이, 이마트 수지점, 풍덕천2동행정복지센터, 수지구청                                        | 8              |                                                  |
| 15-3      | 서홍마을 한화꿈에그린 | ↔        | 수지구청역         | 신봉동주민센터, 정평중학교, 풍덕천2동행젇복지센터, 수지구청역, 동보아파트                                       | 40             |                                                  |
| 17(A)     | 미금역                | ↔        | 한빛중학교         | 머내, 벽산아파트, 동문굿모닝힐, 염광의원                                                                        | 11             | 첫차~07:00, 22:00~막차(이스트팰리스 내부 미경유) |
| 17(B)     | 미금역                | ↔        | 래미안이스트팰리스 | 머내, 벽산아파트, 동문굿모닝힐, 염광의원                                                                        | 11             | 07:00~22:00(이스트팰리스 내부 경유)              |
| 17-1      | 손골                  | ↔        | 죽전역             | 염광의원, 동문굿모닝힐, 머내, 동천동 현대홈타운, 수지고등학교, 수지구청                                         | 30             |                                                  |

## 본점 및 지점 현황
- 본점: 경기도 용인시 기흥구 신정로 323 (보정동)
- 분당지점: 경기도 성남시 분당구 돌마로 67, B117호 (금곡동, 금산젬월드)
- 수지지점: 경기도 용인시 수지구 신봉1로 333 (신봉동)

## 보유 차량
- 자일대우버스 - 레스타, NEW BS090
- 현대자동차 - E-카운티, 뉴 카운티, 카운티 뉴 브리즈, 그린시티